# Paulistânia (ort)
Paulistânia är en ort i Brasilien.   Den ligger i kommunen Paulistânia och delstaten São Paulo, i den södra delen av landet, 800 km söder om huvudstaden Brasília. Paulistânia ligger 531 meter över havet och antalet invånare är 1 778.
Terrängen runt Paulistânia är platt. Närmaste större samhälle är Duartina, 18,2 km norr om Paulistânia.
Omgivningarna runt Paulistânia är huvudsakligen savann. Runt Paulistânia är det glesbefolkat, med 11 invånare per kvadratkilometer.